# Harald Hansen
Pour les articles homonymes, voir Hansen.
Harald Hansen, né le 14 mars 1884 à Copenhague et mort le 10 mai 1927 à Aarhus, est un footballeur amateur danois.

## Palmarès
- Champion du Danemark
  - Champion en 1915-1916 avec l'AF Boldklubben
- Jeux olympiques
  - Médaille d'argent aux JO 1908 et aux JO 1912 avec le Danemark